# 1992 a filmművészetben

## Események
- március 30. – A Générale des Eaux francia multikonszern átveszi Európa legnagyobb stúdióját, a DEFÁT

## Sikerfilmek
| #  | cím                                              | stúdió    | összbevétel  | észak-amerikai bevétel | gyártási költség |
| -- | ------------------------------------------------ | --------- | ------------ | ---------------------- | ---------------- |
| 1  | Aladdin                                          | Disney    | $504 050 219 | $217 350 219           | $28 000          |
| 2  | Több mint testőr                                 | Warner    | $410 945 720 | $121 945 720           | $25 000          |
| 3  | Reszkessetek, betörők! 2. – Elveszve New Yorkban | Fox       | $358 991 681 | $173 585 516           | $28 000          |
| 4  | Elemi ösztön                                     | TriStar   | $352 927 224 | $117 727 224           | $49 000          |
| 5  | Halálos fegyver 3.                               | Warner    | $321 731 527 | $144 731 527           | $35 000          |
| 6  | Batman visszatér                                 | Warner    | $266 831 698 | $162 831 698           | $80 000          |
| 7  | Egy becsületbeli ügy                             | Columbia  | $243 240 178 | $141 340 178           | $40 000          |
| 8  | Apáca show                                       | Disney    | $231 605 150 | $139 605 150           | $31 000          |
| 9  | Drakula                                          | Columbia  | $215 862 692 | $82 522 790            | $40 000          |
| 10 | Wayne világa                                     | Paramount | $183 097 323 | $121 697 323           | $20 000          |

## Filmbemutatók

### Magyar filmek
| Cím                                    | Rendező                               |
| -------------------------------------- | ------------------------------------- |
| Anna filmje                            | Molnár György                         |
| A csalás gyönyöre                      | Gyarmathy Lívia                       |
| Csapd le csacsi!                       | Tímár Péter                           |
| Az eltűnt mozi                         | Fésős András                          |
| Erózió                                 | Surányi András                        |
| Európa Kemping                         | Szőke András                          |
| Édes Emma, drága Böbe                  | Szabó István                          |
| Goldberg variációk                     | Grunwalsky Ferenc                     |
| Jön a medve!                           | Tolmár Tamás Laár András Galla Miklós |
| Kutyabaj                               | Sántha László                         |
| Kék Duna keringő                       | Jancsó Miklós                         |
| Lakatlan ember                         | Klöpfler Tibor                        |
| Live Show                              | Bacsó Péter                           |
| A nagy postarablás                     | Sőth Sándor                           |
| A nyaraló                              | Can Togay                             |
| Roncsfilm                              | Szomjas György                        |
| A skorpió megeszi az ikreket reggelire | Gárdos Péter                          |
| Az utolsó nyáron                       | András Ferenc                         |
| Video Blues                            | Sopsits Árpád                         |
| Zoli és Jenci                          | Iványi Marcell                        |
| Zsötem                                 | Salamon András                        |

### Észak-amerikai, országos bemutatók
január – december
| Magyar cím                                       | Eredeti cím                         | Rendező                     | Stúdió / Forgalmazó    | [ 5 ] |
| ------------------------------------------------ | ----------------------------------- | --------------------------- | ---------------------- | ----- |
| 1492: A paradicsom meghódítása                   | 1492: Conquest of Paradise          | Ridley Scott                | Paramount Pictures     |       |
| Az 57-es utas                                    | Passenger 57                        | Kevin Hooks                 | Warner Bros.           |       |
| 99-es paragrafus                                 | Article 99                          | Howard Deutch               | Orion Pictures         |       |
| Aladdin                                          | Aladdin                             | John Musker és Ron Clements | Buena Vista            |       |
| Az alkusz nem alkuszik                           | Out on a Limb                       | Francis Veber               | Universal Pictures     |       |
| Állj, vagy lő a mamám!                           | Stop! Or My Mom Will Shoot!         | Roger Spottiswoode          | Universal Pictures     |       |
| Alvajárók                                        | Sleepwalkers                        | Mick Garris                 | Columbia Pictures      |       |
| Az alvilág mélyén                                | Deep Cover                          | Bill Duke                   | New Line Cinema        |       |
| Apáca show                                       | Sister Act                          | Emile Ardolino              | Buena Vista            |       |
| Ászok: Vasmadarak III.                           | Aces: Iron Eagle III                | John Glen                   | New Line Cinema        |       |
| Babe                                             | The Babe                            | Arthur Hiller               | Universal Pictures     |       |
| Batman visszatér                                 | Batman Returns                      | Tim Burton                  | Warner Bros.           |       |
|                                                  | Bébé's Kids                         | Bruce W. Smith              | Paramount Pictures     |       |
| Beethoven                                        | Beethoven                           | Brian Levant                | Universal Pictures     |       |
| Buffy, a vámpírok réme                           | Buffy the Vampire Slayer            | Fran Rubel Kuzui            | 20th Century Fox       |       |
| Bukta van                                        | Class Act                           | Randall Miller              | Warner Bros.           |       |
| Bumeráng                                         | Boomerang                           | Reginald Hudlin             | Paramount Pictures     |       |
| Chaplin                                          | Chaplin                             | Richard Attenborough        | TriStar Pictures       |       |
| Drakula                                          | Dracula                             | Francis Ford Coppola        | Columbia Pictures      |       |
| Dalban szőtt szerelem                            | Pure Country                        | Christopher Cain            | Warner Bros.           |       |
| Dermesztő szenvedélyek                           | Final Analysis                      | Phil Joanou                 | Warner Bros.           |       |
| Dilis bagázs                                     | Folks!                              | Ted Kotcheff                | 20th Century Fox       |       |
| Dől a lé                                         | Mo' Money                           | Peter MacDonald             | Columbia Pictures      |       |
| Drágám, a kölyök marha nagy lett!                | Honey, I Blew Up the Kid            | Randal Kleiser              | Buena Vista            |       |
| Dr. Giggles                                      | Dr. Giggles                         | Manny Coto                  | Universal Pictures     |       |
| A dzsentlemanus                                  | The Distinguished Gentleman         | Jonathan Lynn               | Buena Vista            |       |
| Egy asszony illata                               | Scent of a Woman                    | Martin Brest                | Universal Pictures     |       |
| Egy becsületbeli ügy                             | A Few Good Men                      | Rob Reiner                  | Columbia Pictures      |       |
| Egyedül álló nő megosztaná                       | Single White Female                 | Barbet Schroeder            | Columbia Pictures      |       |
| Egyenes beszéd                                   | Straight Talk                       | Barnet Kellman              | Buena Vista            |       |
| Éjféli bunyó                                     | Diggstown                           | Michael Ritchie             | Metro-Goldwyn-Mayer    |       |
| Az éjszaka és a város                            | Night and the City                  | Irwin Winkler               | 20th Century Fox       |       |
| Elemi ösztön                                     | Basic Instinct                      | Paul Verhoeven              | TriStar Pictures       |       |
| Életre-halálra                                   | American Me                         | Edward James Olmos          | Universal Pictures     |       |
| Előjáték egy csókhoz                             | Prelude to a Kiss                   | Norman René                 | 20th Century Fox       |       |
| Facérok                                          | Singles                             | Cameron Crowe               | Warner Bros.           |       |
| Fehér sivatag                                    | White Sands                         | Roger Donaldson             | Warner Bros.           |       |
| Felelősségük teljes tudatában                    | Consenting Adults                   | Alan J. Pakula              | Buena Vista            |       |
| Felhők közül a nap                               | Shining Through                     | David Seltzer               | 20th Century Fox       |       |
| Férfias játékok                                  | Patriot Games                       | Phillip Noyce               | Paramount Pictures     |       |
| Férjek és feleségek                              | Husbands and Wives                  | Woody Allen                 | TriStar Pictures       |       |
| FernGully, az utolsó esőerdő                     | FernGully: The Last Rainforest      | Bill Kroyer                 | 20th Century Fox       |       |
| Folyó szeli ketté                                | A River Runs Through It             | Robert Redford              | Columbia Pictures      |       |
| Freddie, a béka                                  | Freddie as F.R.O.7                  | Jon Acevski                 | Miramax Films          |       |
| A fűnyíró ember                                  | The Lawnmower Man                   | Brett Leonard               | New Line Cinema        |       |
| Gladiátor                                        | Gladiator                           | Rowdy Herrington            | Columbia Pictures      |       |
| Gyilkosság villanófényben                        | The Public Eye                      | Howard Franklin             | Universal Pictures     |       |
| Halálforgás                                      | The Cutting Edge                    | Paul Michael Glaser         | Metro-Goldwyn-Mayer    |       |
| Halálos fegyver 3.                               | Lethal Weapon 3                     | Richard Donner              | Warner Bros.           |       |
| Halhatatlan szerelem                             | Forever Young                       | Steve Miner                 | Warner Bros.           |       |
| Harapós nő                                       | Innocent Blood                      | John Landis                 | Warner Bros.           |       |
| Hellraiser III.: Pokol a Földön                  | Hellraiser III: Hell on Earth       | Anthony Hickox              | Miramax Films          |       |
| Hoffa                                            | Hoffa                               | Danny DeVito                | 20th Century Fox       |       |
| Hosszú lé                                        | Juice                               | Ernest R. Dickerson         | Paramount Pictures     |       |
| Huncut világ                                     | Cool World                          | Ralph Bakshi                | Paramount Pictures     |       |
| Idegen közöttünk                                 | A Stranger Among Us                 | Sidney Lumet                | Buena Vista            |       |
| Idióták bolygója                                 | Mom and Dad Save the World          | Greg Beeman                 | Warner Bros.           |       |
| Játékszerek                                      | Toys                                | Barry Levinson              | 20th Century Fox       |       |
| Jennifer 8                                       | Jennifer 8                          | Bruce Robinson              | Paramount Pictures     |       |
| Jól áll neki a halál                             | Death Becomes Her                   | Robert Zemeckis             | Universal Pictures     |       |
| Jöttem, láttam, beköltöztem                      | HouseSitter                         | Frank Oz                    | Universal Pictures     |       |
| Káin ébredése                                    | Rising Cain                         | Brian De Palma              | Universal Pictures     |       |
| Kampókéz                                         | Candyman                            | Bernard Rose                | TriStar Pictures       |       |
| Katicák, avagy hajrá csajok!                     | Ladybugs                            | Sidney J. Furie             | Paramount Pictures     |       |
| Kedvencek temetője 2.                            | Pet Sematary II                     | Mary Lambert                | Paramount Pictures     |       |
| Kerge kacsák                                     | The Mighty Ducks                    | Stephen Herek               | Buena Vista            |       |
| A kéz, amely a bölcsőt ringatja                  | The Hand That Rock the Cradle       | Curtis Hanson               | Buena Vista            |       |
| Kolumbusz, a felfedező                           | Christopher Columbus: The Discovery | John Glen                   | Warner Bros.           |       |
| Komputerkémek                                    | Sneakers                            | Phil Alden Robinson         | Universal Pictures     |       |
| Kőbunkó                                          | Encino Man                          | Les Mayfield                | Buena Vista            |       |
| Kuffs, a zűrös zsaru                             | Kuffs                               | Bruce A. Evans              | Universal Pictures     |       |
| Lestrapált emberek                               | Used People                         | Beeban Kidron               | 20th Century Fox       |       |
| Malcolm X                                        | Malcolm X                           | Spike Lee                   | Warner Bros.           |       |
| Medicine Man                                     | Medicine Man                        | John McTiernan              | Buena Vista            |       |
| Mese Rockkal                                     | Rock-A-Doodle                       | Don Bluth                   | Samuel Goldwyn Company |       |
| Micsoda csapat!                                  | A League of Their Own               | Penny Marshall              | Columbia Pictures      |       |
| Mint a tűz                                       | Rapid Fire                          | Dwight H. Little            | 20th Century Fox       |       |
| Mondvacsinált hős                                | Hero                                | Stephen Frears              | Columbia Pictures      |       |
| Mordály a tarsolyomban                           | The Gun in Betty Lou's Handbag      | Allan Moyle                 | Buena Vista            |       |
| Mr. Baseball                                     | Mr. Baseball                        | Fred Schepisi               | Universal Pictures     |       |
| Mr. Saturday Night                               | Mr. Saturday Night                  | Billy Crystal               | Columbia Pictures      |       |
| Muppeték karácsonyi éneke                        | The Muppet Christmas Carol          | Brian Henson                | Buena Vista            |       |
| Nászút Vegasba                                   | Honeymoon in Vegas                  | Andrew Bergman              | Columbia Pictures      |       |
| Nincs bocsánat                                   | Unforgiven                          | Clint Eastwood              | Warner Bros.           |       |
| A nyomorúság partja                              | Turtle Beach                        | Stephen Wallace             | Warner Bros.           |       |
| Őrjítő vágy                                      | Unlawful Entry                      | Jonathan Kaplan             | 20th Century Fox       |       |
| Örömváros                                        | City of Joy                         | Roland Joffé                | TriStar Pictures       |       |
| Őrült Stone, avagy 2008: a patkány éve           | Split Second                        | Tony Maylam és Ian Sharp    | InterStar              |       |
| Páratlan prédikátor                              | Leap of Faith                       | Richard Pearce              | Paramount Pictures     |       |
| Radio Flyer                                      | Radio Flyer                         | Richard Donner              | Columbia Pictures      |       |
| Reszkessetek, betörők! 2. – Elveszve New Yorkban | Home Alone 2: Lost in New York      | Chris Columbus              | 20th Century Fox       |       |
| Rikkancsok                                       | Newsies                             | Kenny Ortega                | Buena Vista            |       |
| Ron kapitány                                     | Captain Ron                         | Thom Eberhardt              | Buena Vista            |       |
| Ruby, a Kennedy-gyilkosság másik arca            | Ruby                                | John Mackenzie              | Triumph Releasing      |       |
| Semmit a szemnek                                 | Memoirs of an Invisible Man         | John Carpenter              | Warner Bros.           |       |
| Síró játék                                       | The Crying Game                     | Neil Jordan                 | Miramax Films          |       |
| Suttogások a sötétben                            | Whispers in the Dark                | Christopher Crowe           | Paramount Pictures     |       |
| Szabad préda                                     | Freejack                            | Geoff Murphy                | Warner Bros.           |       |
| Szelek szárnyán                                  | Wind                                | Carroll Ballard             | TriStar Pictures       |       |
| Szerelmi bűntények                               | Love Crimes                         | Lizzie Borden               | Miramax Films          |       |
| Teledili                                         | Stay Tuned                          | Peter Hyams                 | Warner Bros.           |       |
| Több mint testőr                                 | The Bodyguard                       | Mick Jackson                | Warner Bros.           |       |
| Tökéletes katona                                 | Universal Soldier                   | Roland Emmerich             | TriStar Pictures       |       |
| Trespass                                         | Trespass                            | Walter Hill                 | Universal Pictures     |       |
| Túl az Óperencián                                | Far and Away                        | Ron Howard                  | Universal Pictures     |       |
| Twin Peaks – Tűz, jöjj velem!                    | Twin Peaks: Fire Walk with Me       | David Lynch                 | New Line Cinema        |       |
| Úszó erőd                                        | Under Siege                         | Andrew Davis                | Warner Bros.           |       |
| Az utolsó mohikán                                | The Last of the Mohicans            | Michael Mann                | 20th Century Fox       |       |
| Az üstökös éve                                   | Year of the Comet                   | Peter Yates                 | Columbia Pictures      |       |
| Vágyak csapdájában                               | School Ties                         | Robert Mandel               | Paramount Pictures     |       |
| A végső megoldás: halál                          | Alien³                              | David Fincher               | 20th Century Fox       |       |
| Veszélyes nindzsakölykök                         | 3 Ninjas                            | Jon Turteltaub              | Buena Vista            |       |
| Viharszív                                        | Thunderheart                        | Michael Apted               | TriStar Pictures       |       |
| Vinny, az 1ügyű                                  | My Cousin Vinny                     | Jonathan Lynn               | 20th Century Fox       |       |
| Volt egyszer egy gyilkosság                      | Once Upon a Crime                   | Eugene Levy                 | Metro-Goldwyn-Mayer    |       |
| Wayne világa                                     | Wayne's World                       | Penelope Spheeris           | Paramount Pictures     |       |
| Zűrös manus                                      | Man Trouble                         | Bob Rafelson                | 20th Century Fox       |       |
| Zsákolj, ha tudsz!                               | White Men Can't Jump                | Ron Shelton                 | 20th Century Fox       |       |

### További bemutatók
| Magyar cím                   | Eredeti cím         | Rendező           | [ 5 ] |
| ---------------------------- | ------------------- | ----------------- | ----- |
| Glengarry Glen Ross          | Glengarry Glen Ross | James Foley       |       |
| Szellem a házban             | Howards End         | James Ivory       |       |
| Kutyaszorítóban              | Reservoir Dogs      | Quentin Tarantino |       |
| El Mariachi – A zenész       | El Mariachi         | Robert Rodríguez  |       |
| Mesterfogás                  | Max & Jeremie       | Claire Devers     |       |
| Porco Rosso – A mesterpilóta | Kurenai no buta     | Mijazaki Hajao    |       |
| Romper Stomper               | Romper Stomper      | Geoffrey Wright   |       |
| Szerelmi bájital             | Love Potion No. 9   | Dale Launer       |       |
| Szilveszteri durranások      | Peter's Friends     | Kenneth Branagh   |       |
| Világok arca: Baraka         | Baraka              | Ron Fricke        |       |

## Díjak, fesztiválok
- Oscar-díj (március 30.)
  - Film:A bárányok hallgatnak
  - Rendező: Jonathan Demme – A bárányok hallgatnak
  - Férfi főszereplő: Anthony Hopkins – A bárányok hallgatnak
  - Női főszereplő: Jodie Foster – A bárányok hallgatnak
  - Külföldi film: Mediterraneo – Gabriele Salvatores
- 17. César-gála (február 22.)
  - Film: Minden áldott reggel, rendezte Alain Corneau
  - Rendező: Alain Corneau, Minden áldott reggel
  - Férfi főszereplő: Jacques Dutronc, Van Gogh
  - Női főszereplő: Jeanne Moreau, La Vieille qui marchait dans la mer
  - Külföldi film: Toto a hős, rendezte Jaco van Dormael
- 1992-es Magyar Filmszemle
- 1992-es cannes-i filmfesztivál
- Velencei Nemzetközi Filmfesztivál (szeptember 2–12.)
  - Arany Oroszlán: Kjú Dzsú története – Csang Ji-mou
  - Rendező: Claude Sautet – Egy szív télen és Dan Pita – Hotel de Lux
  - Férfi főszereplő: Jack Lemmon – Glengarry Glenn Ross
  - Női főszereplő: Gong Li – Kjú Dzsú története
- Berlini Nemzetközi Filmfesztivál (február 13–24.)
  - Arany Medve: Grand Canyon – Lawrence Kasdan
  - Ezüst Medve: Beltenebros – Pilar Miro és A határ – Richardo Larrain
  - rendező: Jan Troell – A kapitány
  - Férfi főszereplő: Armin Mueller-Stahl – Utz
  - Női főszereplő: Maggie Cheung – Zsuan Ling Ju
  - Zsűri különdíja: Édes Emma, drága Böbe – Szabó István

## Halálozások
- január 2. – Virginia Field, színésznő
- január 3. – Dame Judith Anderson, színésznő
- január 23. – Freddie Bartholomew, színész
- január 26. – José Ferrer, színész
- február 11. – Ray Danton, színész, rendező
- március 2. – Sandy Dennis, színésznő
- március 17. – Lawrence Welk, színész
- március 29. – Paul Henreid, színész, rendező
- április 22. – Steffi Duna, színésznő
- április 23. – Satyajit Ray, indián rendező
- április 29. – Mae Clarke, színésznő
- május 6. – Marlene Dietrich, színésznő
- május 17. – George Hurrell, operatőr
- június 3. – Robert Morley, színész
- július 24. – Arletty, színésznő
- július 30. – Brenda Marshall, színésznő
- augusztus 19. – Inke László, színész
- szeptember 12. – Anthony Perkins, amerikai színész
- szeptember 18. – Lona Andre, színésznő
- október 6. – Denholm Elliott, színész
- október 16. – Shirley Booth, színésznő
- október 22. – Cleavon Little, színész
- november 2. – Hal Roach, producer, rendező
- november 3. – Csákányi László, színész
- november 19. – Diane Varsi, színésznő
- december 2. – Michael Gothard, színész
- december 9. – Vincent Gardenia, színész
- december 17. – Dana Andrews, színész